# Jütchendorfer Graben
Der Jütchendorfer Graben ist ein Meliorationsgraben und orographisch linker Zufluss der Nuthe auf der Gemarkung der Stadt Ludwigsfelde im Landkreis Teltow-Fläming in Brandenburg.
Der Graben beginnt auf einer landwirtschaftlich genutzten Fläche östlich von Jütchendorf, einem Ortsteil der Stadt Ludwigsfelde. Er fließt auf einer Länge von rund 1,2 km in südwestlicher Richtung. Von Süden fließt der Beuthener Graben zu. Anschließend verläuft er weiterhin in südwestlicher Richtung, schwenkt südlich der Wohnbebauung in südliche Richtung und entwässert in die Nuthe. Je nach Wasserstand verläuft ein weiter Kanalabschnitt in nordwestlicher Richtung und erreicht nach rund 730 m das Kietzer Fließ, einen Abfluss des Gröbener Sees. Dieses Fließ entwässert weiter nördlich ebenfalls in die Nuthe.